# パニール

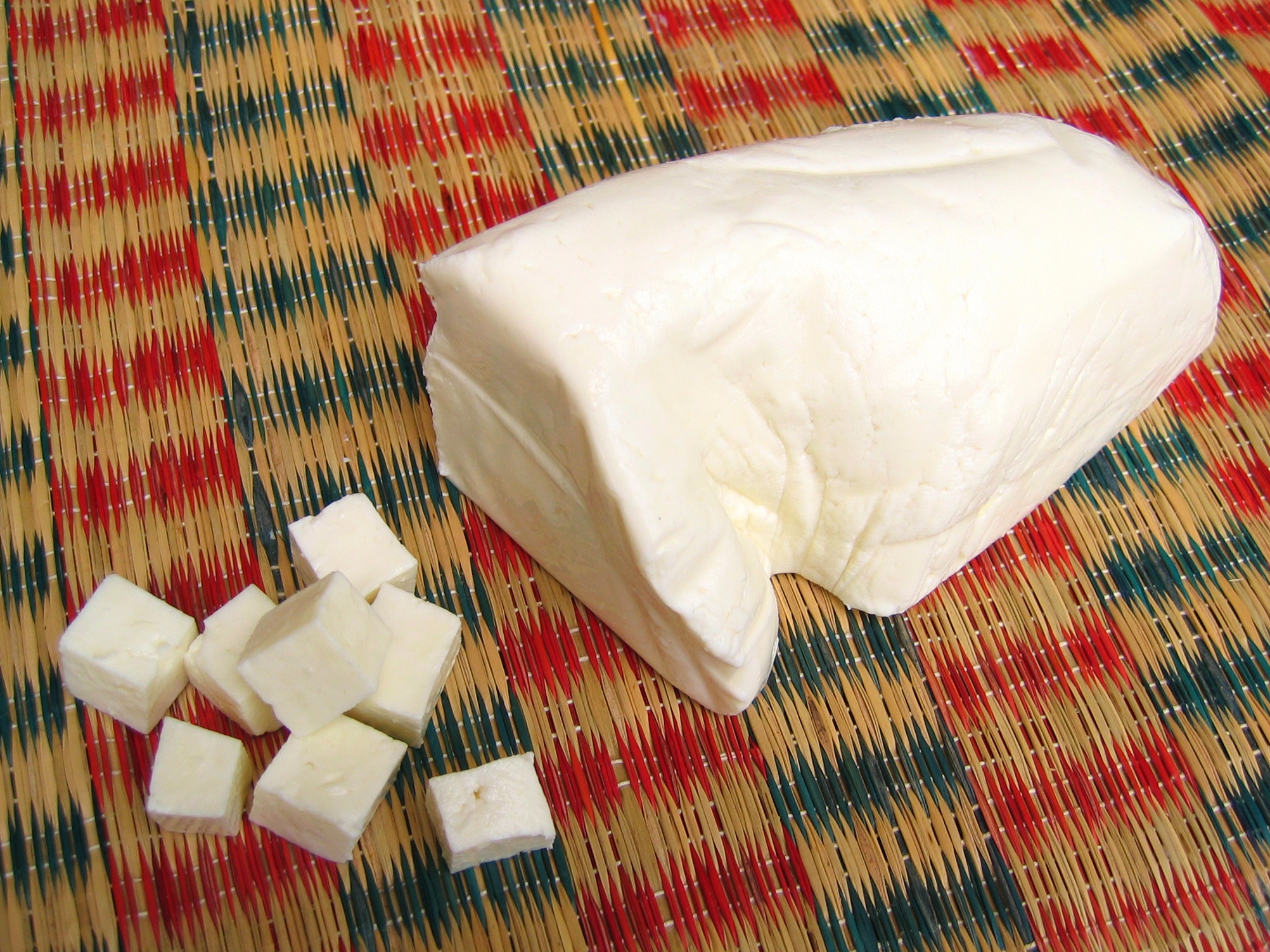
パニール

パニール（panīr - ヒンディー語: पनीर, ウルドゥー語・ダリー語・ペルシア語: پنیر）は、インド亜大陸（バングラデシュ、ブータン、インド、モルディブ、パキスタン、スリランカ）アフガニスタン、イランなどの地域で一般的なチーズである。全脂肪の水牛乳または牛乳を高温に熱し酸を加え凝固させ作られる。角切りの木綿豆腐に似ており淡白な味で溶けず、通常そのまま食べず揚げたり煮たりして食す。家庭で簡単に作れる。

## 概要
パニールという言葉は「チーズ」を意味するペルシア語のパニール（پنیر）から入り、これは古いイラン語に由来する 。
アルメニアのパニール（庫）、アゼルバイジャンのパンディル、トルコのペニール、トルクメンのペニールはすべてペルシャのパニールに由来し、あらゆる種のチーズを指す。

## 製造
高温（70℃前後～沸騰）に熱した水牛乳や牛乳にレモンまたはライムの汁や酢やクエン酸など酸性の液体を加えてカードをホエイから分離することによって作られる。カードをモスリンまたはチーズクロスで水気を切り余分な水分を押し出す。得られたパニールは冷水に 2 ～ 3 時間浸して質感と外観を整える。用途と地域の伝統に基づいて、さらに水を切ったり、手でたたいてこねたり、熟成したりする。腐敗しやすい。
外見は木綿豆腐に似る。製造方法は日本の牛乳豆腐の酸添加パターンと同じである。

## 栄養
インドは、人口の大部分が菜食主義者である。牛乳は、動物性タンパク質の供給源として、そのような人々の食事において重要な役割を果たしている。豆腐と比べ４倍以上カロリーが高い。
多くのインド人はインド英語でヨーグルトを凝乳（カード）と訳し、あらゆる種類のチーズを指す「パニール」を、「豆腐」や「インドのカッテージチーズ」と訳するが、カッテージチーズは脱脂乳を原料に乳酸菌で発酵し反芻動物の胃から抽出したレンネットを使用して作るもので菜食主義者は食べることができず、見た目も栄養成分も異なるものである。

## 各国における特徴

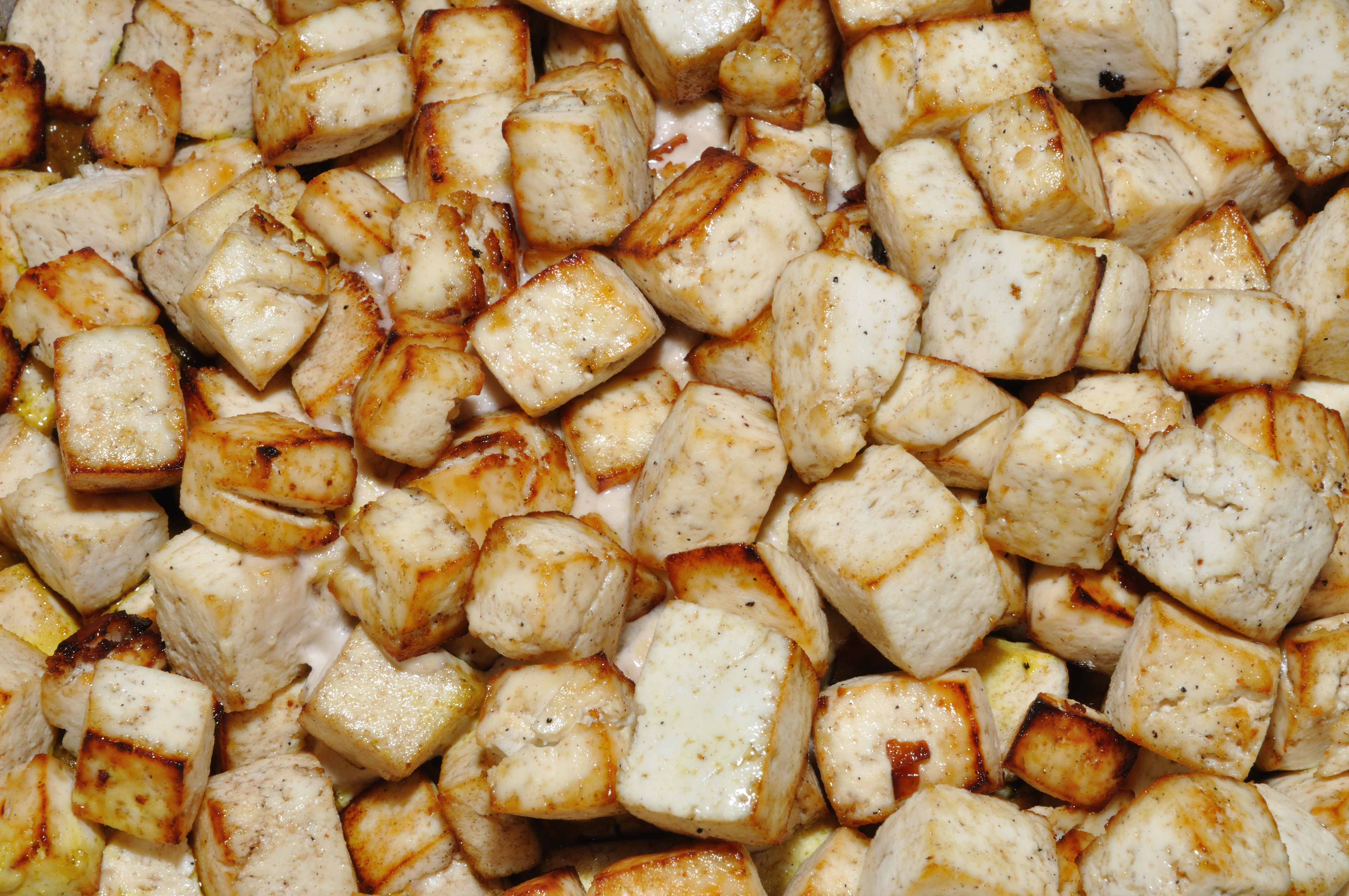
油で揚げたパニール

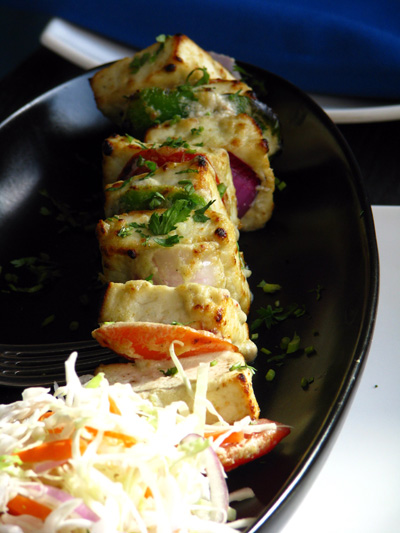
パニールティッカ

インドでは、パニールを食べやすい大きさに切ってから油で表面を揚げて料理に加える。サーグ（サグ）（青菜の煮込み）にパニールを加えたサーグ・パニール（サグ・パニール）（ヒンディー語: साग पनीर、ウルドゥー語: ساگ پنیر）またはパーラク・パニール（ヒンディー語: पालक पनीर、ウルドゥー語: پالک پنیر）やグリーンピースにパニールを加えたマタル・パニール（mattar panīr、ヒンディー語: मटर पनीर、ウルドゥー語: مٹر پنیر）が有名。数あるインド料理の種類のうち、パニールは特にムグライ料理やパンジャーブ料理で特に多く用いられる。ヨーグルトおよび各種スパイスでマリネしてから串に刺してタンドールなどで炙り焼いたものはパニールティッカという。
アフガニスタンでは、球状に固めたパニールをパニーレ・ホム (پنیر خم / panīr-e khom) と呼び、固める前に塩を加えたパニールはパニーレ・ショウル（پنیر شور / panīr-e shour）と呼ぶ。アフガニスタンでは、パニールを料理に使うよりも干しぶどうと一緒に間食として食べることが多く、この組み合わせをキシュミシュ・パニール（قشمش پنیر / qishmish panīr）と呼ぶ。
イランでは、牛乳や山羊の乳から作るフェタチーズに似た製法のチーズのことをパニールと呼ぶ。ナンとパニールにラディッシュ、青葱、コリアンダー、クレソン、タラゴン、ミント、バジルなどのハーブや生野菜を取り合わせたものは、イランの食卓には欠かせない。食べ方は、ナンにパニールをのばしてから野菜やハーブをのせて食べる。